# Philodicus canescens
Philodicus canescens är en tvåvingeart som först beskrevs av Walker 1855.  Philodicus canescens ingår i släktet Philodicus och familjen rovflugor. Inga underarter finns listade i Catalogue of Life.